# Miroslav Polreich
Miroslav Polreich (17. června 1931 Německý Brod – 15. března 2019) byl rozvědčík zpravodajské služby, jež patřila do struktur Státní bezpečnosti. V roce 1969 byl zbaven funkce. Po roce 1989 se stal ředitelem bezpečnostního odboru MZV. V letech 1991–92 vedl čs. delegaci jako československý velvyslanec pro kontrolu odzbrojení při Organizaci pro bezpečnost a spolupráci v Evropě (OBSE) ve Vídni.

## Život
Narodil se v roce 1931 v Německém (dnes Havlíčkově) Brodě. Jeho otec pracoval jako strojník a spolupodílel se na založení KSČ a jako přesvědčený komunista se stal postupně nepohodlný. Miroslav válku prožil u dědy na samotě. 11. května 1945 sem pro něj přišel otec, se kterým se vrátil do města. Po válce jej otec přihlásil na učiliště na nástrojaře. Zároveň jezdil do Humpolce na přípravný kurs na vysokou školu. V roce 1950 začal studovat na Vysoké škole politických a hospodářských věd (VŠPHV), z níž se později vydělila Fakulta mezinárodních vztahů, v jejímž čele stál pozdější ministr zahraničí a chartista, profesor Jiří Hájek. Během studia se seznámil s řadou pozdějších disidentů, ale také se zahraničním tiskem, z něhož získával povědomí o situaci za hranicemi státu. Ve stejné době dostal nabídku, aby pracoval pro zpravodajské služby, tehdy oficiálně označované jako První správa ministerstva vnitra StB.
V roce 1954 přešel do zpravodajské školy, vedené pozdějším chartistou Ladislavem Šternem (toto tvrzení je sporné, Ladislav Štern není uveden mezi signatáři Charty 77). Po jejím absolvování odešel pracovat na Ministerstvo vnitra, do americko-britské sekce, a v roce 1957 se stal diplomatem (diplomat bylo krycí zaměstnání, ve skutečnosti pracoval pro rozvědku StB) ve Washingtonu. Podle jeho slov však byl do Washingtonu uklizen, neboť se mu nelíbily poměry na ministerstvu, kde služebně starší zaměstnanci sledovali především své vlastní zájmy. Zároveň zjistil, že tu informace získávají především od emigrantů a krajanů, ačkoliv je informace o osobnostech poúnorého exilu (jako byli např. Petr Zenkl nebo Hubert Ripka), dle jeho slov, vůbec nezajímaly. Vzhledem k tehdy minimálním zkušenostem československé zahraniční rozvědky a v podstatě neexistujícímu krytí ovšem nemohl pořádně vykonávat zpravodajskou činnost. Navíc byl pod neustálým dohledem CIA.
V roce 1961 se vrátil do Československa, kde se stal zástupcem šéfa amerického oddělení pro Severní Ameriku. Jedním z prvních úkolů po návratu bylo vyčištění StB od lidí, kteří pozice dostali za zásluhy. Nově se tedy agenty mohli stát pouze vysokoškolsky vzdělaní lidé, kteří kromě ruštiny ovládali ještě alespoň jeden cizí jazyk. Sám Polreich se tehdy hlásil k proreformnímu křídlu uvnitř KSČ. V roce 1964 se do Ameriky vrátil, tentokrát do New Yorku, kde dělal rezidenta rozvědky československé mise při OSN (krytím byl první tajemník). Ještě předtím odletěl na 14 dní do Vietnamu, do Hanoje na severu země, aby získal informace o zdejším konfliktu. Po příletu do Ameriky se mu díky tomu podařilo získat řadu kontaktů. V té době byl již ženatý a měl dvě dcery. Manželka v Americe přednášela nejprve na Kolumbijské univerzitě a později na Harvardu, dcery si zase přivykly na americký styl života. Tomu napomohla i poněkud uvolněnější atmosféra mezi Západem a Východem.
Jedním z jeho kontaktů byl i James Ward, o němž se později dozvěděl, že v CIA zastával pozici Chief of Operation in Vietnam a byl tedy zodpovědný za operace CIA ve Vietnamu. Od roku 1967 si CIA začala uvědomovat bezvýchodnost situace ve Vietnamu a snažila se o jednání o ukončení konfliktu, z něhož by Spojené státy vyšly s čistým štítem. Ward proto oslovil Polreicha, který se zkontaktoval s Jakušinem, v té době zástupcem šéfa ruské zpravodajské služby v New Yorku, aby zjistil stanovisko KGB. Při následných dialozích sloužil Polreich jako prostředník a četnými zásahy do vyjednávání se podílel na možném mírovém řešení. Všechna jednání však musela proběhnout za zády hlavních státních představitelů, neboť Pentagon, Kreml ani Praha nebyli těmto jednáním nakloněni. V roce 1968 se zástupci CIA a KGB sešli u Paříže a vypadalo to, že jednání směřují ke zdárnému konci. Jenže ve stejném roce v prezidentských volbách v USA zvítězil Richard Nixon, který si jako hlavního poradce pro zahraničí vybral Henryho Kissingera. Jeho hlavním cílem byla porážka Sovětského svazu, takže dohodu odmítl a zastavil další jednání.
V roce 1967 se také zapojil do mírových jednání po skončení šestidenní války. I tady se projevilo rozdělení světa. Na straně Izraele, který byl v konfliktu brán jako agresor, stáli Američané. Od roku 1948 za nimi stáli i Sověti, ale ti se později rozhodli podporovat Araby. Po skončení války se v OSN naprostá většina zemí přiklonila na stranu Arabů, neboť ti byli napadeni. Naopak Američané zůstali na straně Izraele a hrozila jejich izolace. Tuto pozici si uvědomovali i Sověti, kteří chtěli Američany definitivně porazit. Proto svolali do New Yorku valné shromáždění, kterého se zúčastnilo na šest desítek hlav států. Československou delegaci tehdy vedl premiér Jozef Lenárt, sovětskou Alexej Kosygin. V československé delegaci byl i Polreich, který se v oficiální zprávě z jednání dozvěděl o úmyslu označit za agresora nikoliv Izrael, ale Spojené státy, což by podle jeho slov mohlo vést až otevřenému konfliktu mezi USA a SSSR. Proto sepsal svou vlastní zprávu, ve které vyzval k mírnějšímu postupu, a tu předal premiérovi Lenártovi. Ten ho pověřil dalším postupem. Proto se v podstatě obratem spojil se styčným důstojníkem CIA Vreelandem. Tomu nastínil situaci, kdy se Moskva snaží situaci co nejvíc vyhrotit, ale zároveň mu podal falešnou informaci, že by se dalo jednat o mírnější formě. S tím Vreeland odletěl do Washingtonu.
Po roce 1989 se vrátil na MZV, kde byl ředitelem bezpečnostního odboru a zajišťoval likvidaci zpravodajských a kontrarozvědných pracovníků v zahraničí a jejich odchod z ministerstva. V letech 1991–92 vedl čs. delegaci jako československý velvyslanec pro kontrolu odzbrojení při Organizaci pro bezpečnost a spolupráci (OBSE) v Evropě ve Vídni. V roce 1992 působil jako člen mise OBSE v Kosovu.
 Zemřel tragicky v březnu 2019 při autonehodě nedaleko Čáslavi.